# Grégoire Van Kempen
Grégoire Van Kempen, né le 15 septembre 1745 à Cassel (Flandre française) et décédé le 26 juin 1812 à Ebblinghem (Nord), est un homme politique français. 

## Biographie
Grégoire Célerin Serin Vankempen est  le fils de Charles Joseph Vankempen et de Charlotte Haru(?).
Il épouse Isabelle Thérèse Pélagie Vignoble dont il est veuf en 1812.
Avocat, administrateur du département, il est élu député du Nord au Conseil des Anciens le 24 germinal an VI. Rallié au coup d'État du 18 Brumaire, il siège au Corps législatif de 1800 à 1806.
Il est maire d'Ebblinghem.
Il meurt à Ebblinghem, âgé de 68 ans. Il est alors propriétaire et membre du collège électoral du Nord.
Sa mort est déclarée par Charles François Férin Vankempen, âgé de 30 ans, propriétaire et maire d'Ebblinghem et par Charles Florentin Vankempen, 29 ans, propriétaire à Bergues, ses fils.